# Académie Européenne Méditerranée
Unter dem Namen Académie Européenne Méditerranée (kurz: AEM) planten Hendricus Theodorus Wijdeveld aus Amsterdam, Erich Mendelsohn aus Berlin und Amédée Ozenfant aus Paris Anfang der 1930er Jahre eine europäische Kunstschule an der Côte d’Azur.
Das Akademieprojekt sollte nach dem Vorbild des Bauhauses Dessau mit Sponsoren und Aktionären an der Côte d’Azur auf einem 104 Hektar großen Grundstück bei Cavalaire-sur-Mer (zwischen dem Cap Nègre und der Pointe du Rossignol und den Ortschaften Le Lavandou und Saint-Tropez gelegen) verwirklicht werden. Geplant war, Künstler aus unterschiedlichen europäischen Ländern als Professoren anzuwerben. Eine Werbeschrift wurde von den Initiatoren verfasst und das Organisationsschema und Curriculum in fünf Sprachen publiziert und verteilt. Das Lehrprogramm war multidisziplinär konzipiert und umfasste alle Kunstgattungen einschließlich Musik, Film und Tanz.

## Inspiration im Sinne der Pensée de midi
Die Idee zur Akademie im Süden Frankreichs am Mittelmeer greift auf das Konzept der Dessauer Reformanstalt zurück. Die Agenda der AEM setzte sich zum Ziel, die moderne Kunst und die antik-mediterrane Tradition zu verknüpfen. Die Akademie propagierte die Vision eines vereinten Europas, dessen Identitätsstifter die Kultur des Mittelmeerraumes sein sollte.
Im Sommer 1932 reisten Wijdeveld und Mendelsohn an die französische Mittelmeerküste, um einen Akademiestandort zu finden. Anfang 1933 wurde ein Grundstück auf den Höhen von Cavalière mit Blick auf das Mittelmeer ausgewählt. Mit Sponsoren wurde das Grundstück gekauft und von renommierten Architekten und Künstlern aus verschiedenen Nationen Pläne für die Akademiegebäude gezeichnet.

## Gründungsmitglieder
In das „Comité d'Honneur“ wurden bedeutende Persönlichkeiten aus Wissenschaft, Kunst und Politik als Mitglieder berufen, so der deutsche Physiker Albert Einstein, der belgische Architekt Henry van de Velde und Frank Lloyd Wright, der englische Bühnenbildner Edward Gordon Craig, der Berliner Theaterregisseur Max Reinhardt, der französische Dichter Paul Valéry und die Musiker Leopold Stokowski und Igor Strawinsky.

## Direktoren und Kursleiter
Als Direktoren waren Wijdeveld, Ozenfant und Mendelsohn vorgesehen, welche die Abteilungen Theater, Malerei und Architektur leiten sollten. Für das Lehrerkollegium wurden Künstler von internationalem Rang gewonnen: Der Berliner Paul Hindemith, der die Sektion Musik übernehmen sollte, Paul Bonifas, der die von Amédée Ozenfant und Le Corbusier herausgegebenen Zeitschrift L’Esprit Nouveau betreute, sollte die Abteilung Keramik, der spanische Bildhauer und Pablo-Picasso-Freund Pablo Gargallo die Abteilung Skulptur, der englische Innenarchitekt Serge Chermayeff, der Bildhauer und Typograph Eric Gill die entsprechenden Abteilungen leiten. Für die Kurse Tanz, Textilverarbeitung, Fotografie und Film waren noch keine Berufungen erfolgt.

## Ende des Akademie-Projekts
Kurz vor dem Baubeginn vernichtete am 16. Juli 1934 ein verheerender Waldbrand die Vegetation des Grundstückes. Wijdeveld, der mit Studenten vor Ort in Cavalière an dem Akademie-Projekt arbeitete, schrieb in sein Tagebuch: „Mit Entsetzen sahen wir die Katastrophe. Die Berge zwischen Le Lavandou und Le Rayol sind eine graue Masse geworden.“ Das Grundstück biete den „Anblick eines Schlachtfeldes. Eine Fortsetzung der Akademie-Pläne sei damit unmöglich. Es scheint kein Segen auf unserer Unternehmung zu ruhen.“ Aber auch die widrigen politischen Zeitumstände trugen zum Scheitern dieses im Nachhinein prophetischen Bildungsprojektes bei.
Die Aktiengesellschaft wurde danach aufgelöst. In den 1960er Jahren verkauften als Letzte Wijdeveld und Amédée Ozenfant ihre Grundstücksanteile. Der Traum von einer Mittelmeer-Akademie zum Zweck eines europäischen Ideenaustausches und der Einleitung einer „klassischen Moderne“ wurde – aufgrund der widrigen Zeitumstände – nicht verwirklicht.